# Casper Peter Rothe
Casper Peter Rothe (Randers, 6 de mayo de 1724 - 27 de diciembre de 1784) fue un terrateniente y escritor danés, hermano de Tyge Rothe y padre del militar Harald Rothe. 

## Biografía
Rothe era hijo el canciller alemán Carl Adolph Rothe y de su primera esposa Cornelia de Moldrup, hija del asesor de cámara Peder Nilsen Mollerup de Vestervig Kloster. Se convirtió en estudiante de la Escuela Latina Slagelse en 1742, después de lo cual vivió durante varios años en Copenhague, ocupado con sus actividades literarias, hasta que en 1758 fue nombrado alguacil de la ciudad en Skive y alguacil en Salling Herred. En 1761 también se convirtió en juez de condado en el norte de Jutlandia. En 1773 renunció a sus cargos de juez. En 1760 se le otorgó el título de auditor general y en 1776 de consejero. Murió en 1784 en la mansión de Urup, Østbirk Parish, que había comprado en 1777 al conde Trampe.
Se casó el 28 de febrero de 1771 con Cathrine Severine Soelberg, hija de Søren Soelberg y Else Marie Stampe (hermana del consejero privado Henrik Stampe). Fallecido Rothe, la viuda vendió las propiedades al conocido Ulrik Christian von Schmidten.